# Семантический разрыв
Шаблон:Информатика
Семанти́ческий разры́в (англ. semantic gap) — термин, обозначающий расхождение между смыслом информации, воспринимаемым на одном уровне абстракции (например, человеком), и её формальным или техническим представлением на другом уровне (например, машиной или программой). Понятие широко используется в информатике, компьютерном зрении, искусственном интеллекте, программной инженерии и лингвистике.

## Определение
Семантический разрыв возникает, когда данные, воспринимаемые как значимые и осмысленные для одного участника системы (например, пользователя), интерпретируются как абстрактные или низкоуровневые структуры для другого (например, алгоритма). Разрыв может быть источником недопонимания, ошибок интерпретации и затруднений при автоматизации.

## Примеры

### В компьютерном зрении
Один из наиболее известных примеров — различие между пиксельными данными изображения и высокоуровневым понятием объекта, например «собака» или «машина». Для преодоления этого разрыва применяются методы глубокого обучения, включая сверточные нейронные сети и алгоритмы семантической сегментации.

### В программной инженерии
Семантический разрыв может проявляться между бизнес-требованиями (на естественном языке) и программной реализацией на формальном языке. Также термин применяется к проблеме Шаблон:Не перевод — несоответствию между объектно-ориентированными моделями и реляционными базами данных.

### В лингвистике и переводе
В лингвистике термин может описывать трудности перевода или смысловые искажения, возникающие при преобразовании информации между языками или культурными контекстами.

## Методы преодоления
- Использование онтологий и семантических сетей[2];
- Применение методов машинного обучения и обработки естественного языка;
- Разработка специализированных интерфейсов и языков предметной области;
- Создание систем интерпретации, связывающих уровни абстракции между человеком и машиной[3].